# فولکر تورک
فولکر تورک (انگلیسی: Volker Türk؛ زادهٔ ۱ ژانویهٔ ۱۹۶۵) دیپلمات و حقوق‌دان اهل اتریش و معاون دبیرکل سازمان ملل متحد می‌باشد. تورک که یک وکیل است از ۱۷ اکتبر۲۰۲۲ با اجماع عمومی در سازمان ملل به عنوان کمیساریای عالی حقوق بشر سازمان ملل متحد انتخاب شد. تورک جانشین میشل باچله شد.

## تحصیلات
تورک در لینتس به دنیا آمد، در دبیرستان خون‌هاولر لینتس به تحصیل پرداخت و وارد دانشگاه لینتس در رشته حقوق شد. پایان‌نامه دکترا خود را در دانشگاه وین نوشت و فارغ‌التحصیل شد و از ۱۹۹۲ در دفتر کمیساریای عالی سازمان ملل متحد برای پناهندگان در مأموریت تقریر اجازه‌ها نقش داشت و اسناد آن نیز در دانشگاه هومبولت برلین منتشر گردید.

## فعالیت حرفه‌ای
در سال ۱۹۹۱، تورک افسر حرفه‌ای جوان سازمان ملل متحد بود و در این بین به یک مأموریت موقت در کویت با بودجه وزارت امور خارجه اتریش اعزام شد. او سپس پست‌های مختلفی را در کمیساریای عالی سازمان ملل متحد برای پناهندگان (UNHCR) در مناطق مختلف جهان از جمله مالزی، کوزوو، بوسنی و هرزگوین و جمهوری دموکراتیک کنگو بر عهده گرفت. تورک بعداً مدیر حفاظت حقوقی بین‌المللی در مقر کمیساریای عالی سازمان ملل در ژنو شد. در فوریه ۲۰۱۵، تورک به عنوان معاون کمیساریای عالی سازمان ملل در امور پناهندگان منصوب شد و به این ترتیب وی به بالاترین مقام اتریشی سازمان ملل متحد صعود کرد.
در ۱۸ آوریل ۲۰۱۹ توسط آنتونیو گوترش دبیرکل سازمان ملل متحد به عنوان جانشین فابریزیو هوچیلد دراموند دستیار دبیرکل برای هماهنگی استراتژیک در دبیرخانه سازمان ملل متحد منصوب گردید.
در ۸ سپتامبر ۲۰۲۲، پس از کسب آرای موافق مجمع عمومی سازمان ملل متحد، به عنوان کمیسر عالی حقوق بشر سازمان ملل متحد جانشین میچل باچله از شیلی شد.
تورک در زمان انتصاب در سمت یکی از معاونان دبیرکل سازمان ملل متحد در دفتر اجرایی این سازمان خدمت می‌کرد.

## زندگی‌شخصی
تورک ساکن ژنو است.

## جوایز
در ماه مه ۲۰۱۶، جایزه حقوق بشر دانشگاه گراتس به او اعطا شد.

## انتشارات
اریکا فلر، ولکر ترک، فرانسیس نیکلسون (ویرایشگران): حمایت از پناهندگان در حقوق بین‌الملل. انتشارات دانشگاه کمبریج، کمبریج ۲۰۰۳، ISBN=۰-۵۲۱-۵۳۲۸۱-۷.